# Monastère de Sanaksar
Le monastère de la Nativité-de-la-Vierge de Sanaksar (en russe : Рождество-Богородичный Санакса́рский монастырь, Rojdestvo-Bogoroditchny Sanaksarski monastyr) est un monastère orthodoxe pour hommes du diocèse de Krasnoslobodsk de l'Église orthodoxe russe en République de Mordovie à Temnikov ; jusqu'en 1918, il dépendait du diocèse de Tambov. 

## Histoire
Le monastère est fondé en 1659 sous le règne d'Alexis Ier à trois verstes (cinq kilomètres) du chef-lieu de Temnikov, sur la rive gauche de la rivière Mokcha. Le territoire pour le futur monastère a été donné par un habitant de la ville de Temnikov, le noble Louka Ievsioukov, qui a invité le premier fondateur et constructeur, l'abbé (higoumène) Théodose du monastère de Staro-Kadomsky, qui a construit en 1676, avec la bénédiction du patriarche de Moscou Joasaph II, la première église dédiée à l'Icône de la Mère de Dieu de Vladimir.

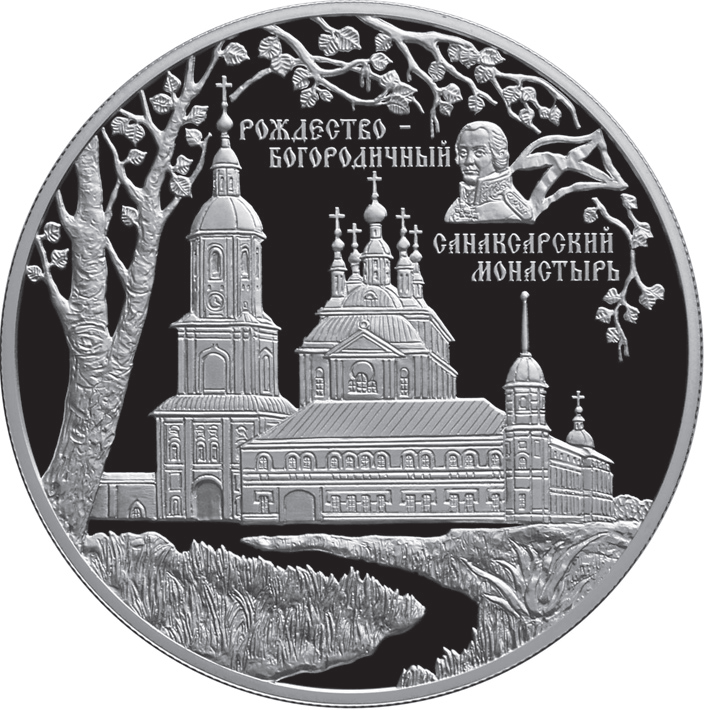
Revers de la pièce commémorative de 20 roubles avec l'image du monastère de Sanaksar.

Le monastère tire son nom du petit lac Sanaksar situé sous ses murs (ce qui signifie dans le dialecte local : « couché dans un creux marécageux près d'une colline »). Ayant existé pendant une centaine d'années, le monastère de Sanaksar, perd de son importance en raison du manque de fonds et de frères et est affecté à l'ermitage de Sarov, à son époque la plus prospère. 
La période de rénovation du monastère est associée au nom de Théodore (Ouchakov) (abbé 1764-1774), oncle du futur amiral Fiodor Fiodorovitch Ouchakov. 
Par décret impérial du 7 mars 1765, Sanaksar est élevé au rang de monastère. L'amiral Ouchakov s'y retire en 1807 et y meurt en 1817.
Avec Sarov, le monastère de Sanaksar était un foyer spirituel important de la Russie de cette époque et comptait de nombreux admirateurs de haut rang à Saint-Pétersbourg et à Moscou. 

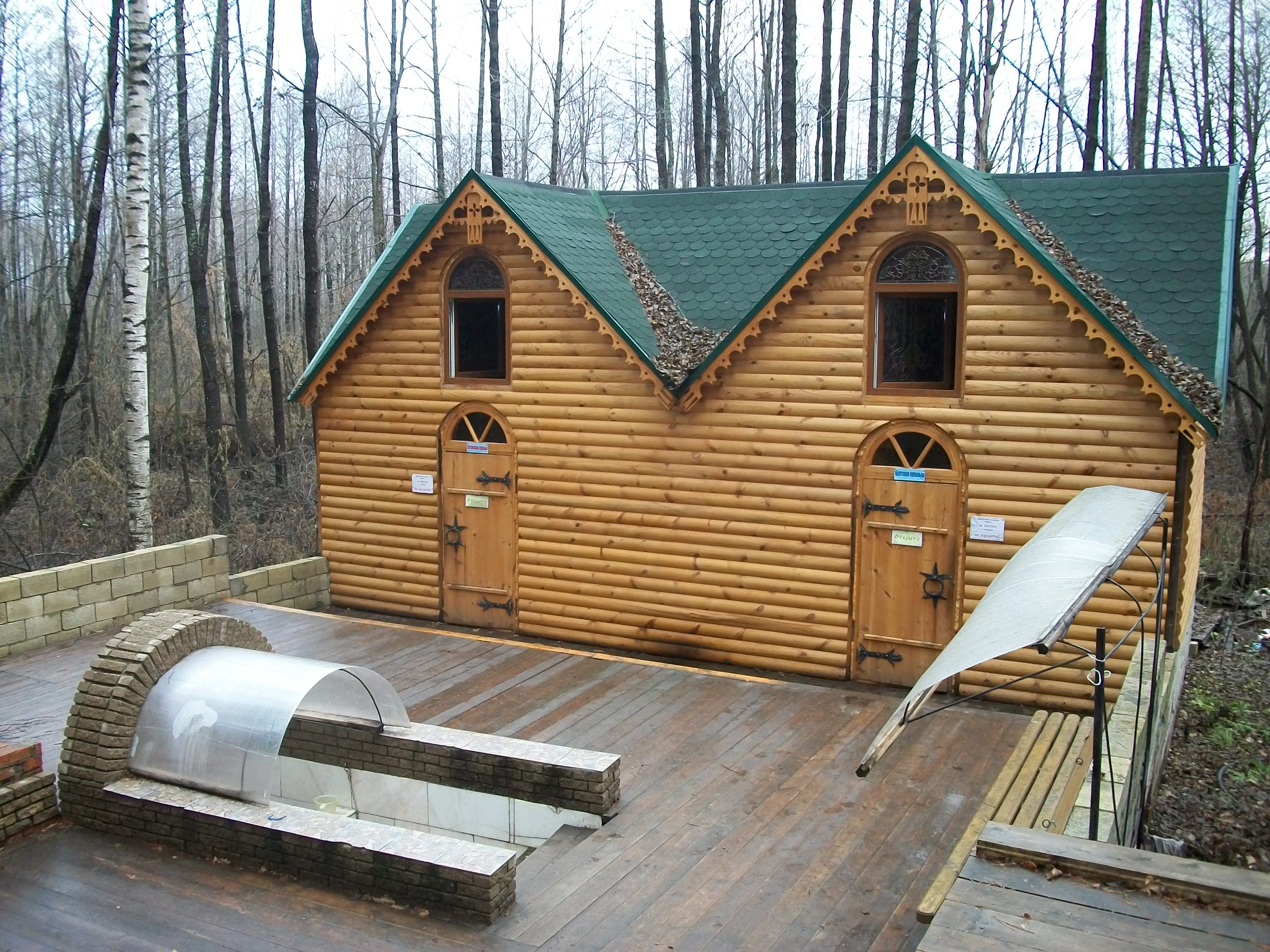
La source de Saint-Théodore et les bains publics dans la forêt près du monastère de Sanaksar.

Le 27 mai 1915, Alexandre (Ourodov) est élu supérieur du monastère, enlevé par les frères en mars 1918 et placé en garde à vue ; par la suite, il est supérieur de l'ermitage de Saint-Macaire de Sviajsk, puis de l'ermitage de Sedmiezernaïa. Le 8 septembre 2001, ses reliques ont été transférées au monastère du village de Sobolev. 
En octobre 1929, le monastère est définitivement fermé. 
Par une résolution du Conseil des ministres de Mordovie du 7 mai 1991, les bâtiments de l'ancien monastère ont été transférés au diocèse de Saransk. Le 26 mai 1991, le jour de la Sainte Trinité, le supérieur du monastère, l'archimandrite Barnabas (Safonov) y a célébré la première liturgie divine.   
Le 23 octobre 2014, le Saint-Synode de l'Église orthodoxe russe a approuvé comme archimandrite du monastère Clément, évêque de Krasnoslobodsk et Temnikov.